# Людвік Сольський

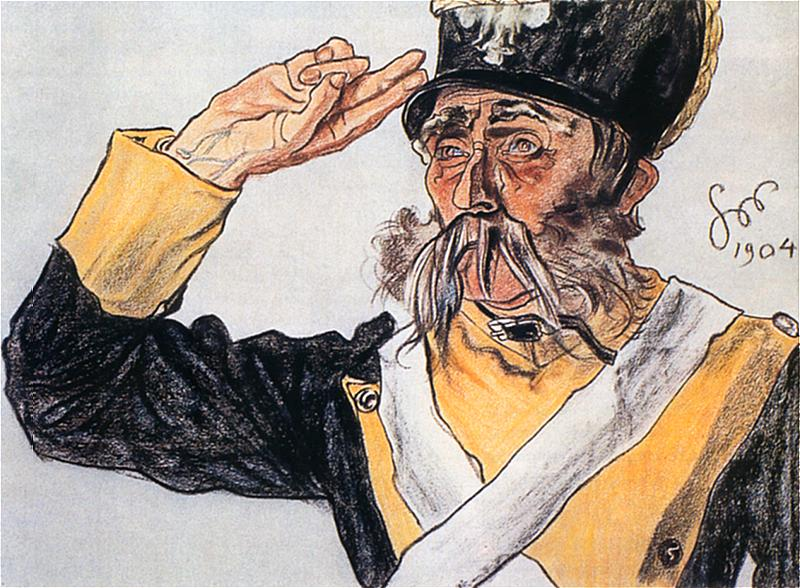
Л. Сольський у ролі старого солдата у «Варшав'янці» Станіслава Виспянського

Людвік Наполеон Сольський (20 березня 1855, Гдув, Австро-Угорщина — 19 грудня 1954 , Краків, ПНР) — польський актор, режисер і театральний діяч.

## Біографія
Походив із родини збіднілого шляхтича. З дитинства захоплювався театром.
1875 — на вихідних ролях у Краківському театрі під керівництвом С. Козьмяна.
1876/77 — літній театр «Ельдорадо» (Варшава); потім у Лодзі, Ченстохові, Любліні, Познані та інших містах.
1882 — навчався у Варшаві співу; у 1882-83 співав в опері та опереті у Познані.
1883 — у Кракові (під керівництвом С. Козьмяна).
З 1893 — Краківський театр ім. Словацького (з 1894 — головний режисер).
1900-05 — львівський міський театр.
1905—1913 — директор Краківського театру ім. Ю. Словацького.
Із сезону 1913—1914 — головний режисер, а у 1923—1924 — директор театру «Розмаїтості» у Варшаві.
У сезоні 1916/17 грав у театрах Кракова та Лодзі.
1917/18 — директор «Польського театру» (Варшава).
1919-21 — театри Познані, Лодзі, Вільно, Любліні.
З 1924 року — в «Національному театрі» (Варшава; в 1935—1938 роках — директор театру)
Закінчив акторську діяльність на її вісімдесятому році — 1954 року. У цьому ж році помер і похований у крипті заслужених у костелі Святого Станіслава.
Дружина — Ірена Сольська (1875—1958) — акторка, театральний режисер.

## Ролі
- Горштинський — «Горштинський» Ю. Словацького.
- Ксьондз Петро — «Дзяди» А. Міцкевича.
- Міцкевич — «Легіон» С. Виспянського.
- Старий солдат-ветеран — «Варшав'янка» С. Виспянського.
- Калігула — «Калігула» Кароля Ростворовського.
- Фрідріх — «Фрідріх Великий» Новачінського.
- Димитрій — «Цар-Самозванець» Новачінського.
- Латка — «Довічна рента» А. Фредро.
- Папкін та Диндальський — «Помста» А. Фредро.
- Пан Іовяльський — «Пан Іовяльський» А. Фредро.
- Ег'ючік — «Дванадцята ніч» У. Шекспіра.
- Догберрі — «Багато галасу з нічого» У. Шекспіра.
- Петручіо — «Приборкання норовливої» У. Шекспіра.
- Гарпагон — «Скупий» Мольєра.
- Перчіхін — «Міщани» М. Горького.
- Актор — «На дні» М. Горького.
- Фірс — «Вишневий сад» А. П. Чехова.
- Грозний — «Смерть Івана Грозного» А. К. Толстого.
- Старик — «Російські люди» К. Симонова.

## Звання та нагороди
- Кавалер Великого хреста Ордена Відродження Польщі (1946)
- Командор Ордена Відродження Польщі (1935)
- Орден Будівельників Народної Польщі (1954)
- Орден «Прапор Праці» 1-го ступеня (1951)
- Медаль 10-річчя Народної Польщі
- Лауреат Державної премії ПНР (1950).
- Почесний доктор філософії Ягеллонського університету (1954)
- Почесний громадянин міста Кракова (1954).